# Ectropis plumosa
Ectropis plumosa là một loài bướm đêm trong họ Geometridae.